# Chlumec (nový zámek)
Nový chlumecký zámek stával v obci Chlumec nedaleko Krupky a Ústí nad Labem.

## Historie
Pozdně barokní dvoukřídlý zámek nechala okolo roku 1780 vybudovat nedaleko starého zámku hraběnka Marie Anna Libštejnská z Kolovrat, manželka Václava Josefa z Thunu.
Roku 1836 prošel zámek úpravami, při kterých dostal mansardovou střechu. Dne 29. srpna 1813 na zámku pobýval francouzský maršál Vandamme, který měl se svou armádou vpádem do Čech zabránit útoku rakousko-rusko-pruské armády na Napoleonovu armádu v Německu. O den později byl v bitvě u Chlumce zajat. V roce 1830 chlumecké panství získal hraběcí rod z Westphalen-Fürstenbergu, jehož příslušníkům zámek patřil do roku 1945. Po druhé světové válce se zámek stal součástí státního statku a v padesátých letech 20. století byl spolu se starým zámkem zbořen.
V roce 1875 zachytil zámek na svém obraze ústecký malíř Ernst Gustav Doerell.

## Galerie

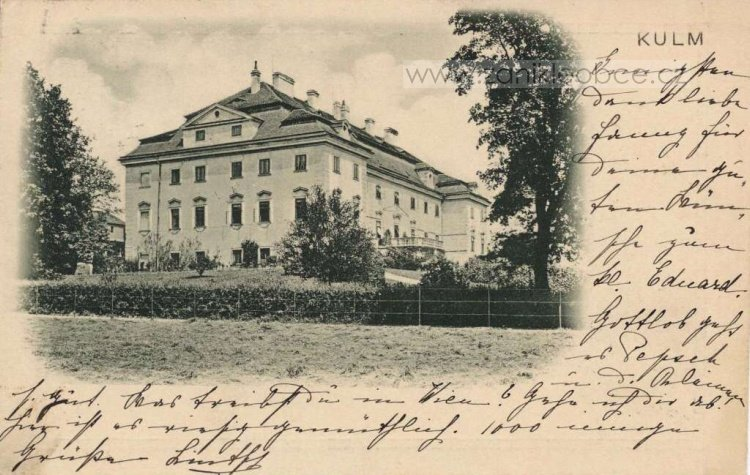
Zámek na staré pohlednici
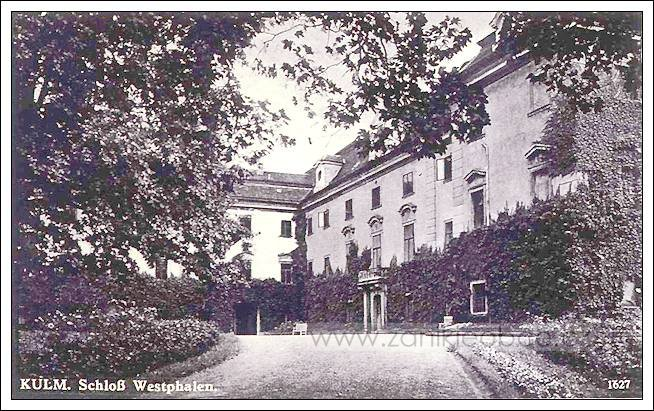
Pohled na zámek z nádvoří